# Andrzej Jacyna
Andrzej Jacyna (ur. 9 stycznia 1952 w Sobieszewie, obecnie część Gdańska) – polski lekarz anestezjolog i urzędnik, w latach 2016–2018 pełniący obowiązki prezesa Narodowego Funduszu Zdrowia. W latach 2018–2019 prezes NFZ.

## Życiorys
Absolwent Akademii Medycznej w Gdańsku (1977), a także studiów podyplomowych w Wyższej Szkole Ubezpieczeń i Bankowości w Warszawie. Posiada specjalizację II stopnia w dziedzinie anestezjologii i intensywnej terapii.
Od 1977 do 2001 zatrudniony w Zakładzie Opieki Zdrowotnej w Człuchowie. Był delegatem na I Krajowy Zjazd NSZZ „Solidarność”. Od 1999 do 2001 kierował Branżową Kasą Chorych dla Służb Mundurowych, następnie Szpitalem Grochowskim w Warszawie. Od maja 2005 do marca 2008 pracował jako dyrektor Mazowieckiego Oddziału Wojewódzkiego NFZ. Później w latach 2008–2012 pozostawał zastępcą dyrektora ds. lecznictwa Samodzielnego Publicznego Szpitala Klinicznego im prof. W. Orłowskiego CMKP w Warszawie.
1 lutego 2016 objął stanowisko wiceprezesa Narodowego Funduszu Zdrowia do spraw medycznych. 14 marca 2016 decyzją ministra zdrowia został pełniącym obowiązki prezesa NFZ. 15 czerwca 2018 powołany na stanowisko prezesa NFZ. 17 lipca 2019 złożył dymisję.